# Светски дан поезије
Светски дан поезије прославља се 21. марта и установљен је од стране УНЕСКО-а 1999. године. Сврха овог дана ја промоција читања, писања, објављивања и поезије у школству широм света; али и ”давање нових подстицаја и признања националним, регионалним и интернационалним поетским покретима” (извод из УНЕСКО извештаја при дефинисању овог дана).

## Историјат
Током 30. Генералне конференције УНЕСКО-а у Паризу 1999. усвојен је 21. март као Светски дан поезије.
Светски дан поезије обележава један од најдрагоценијих облика културног и језичког изражавања човечанства. Током обележавања дана, поезија окупља људе широм континената. Укључује различите облике језика, израза и значења. Често је праћена музиком и изводи се у посебним приликама.
Некада се дан поезије славио у октобру. Традиција очувања октобра као националног и светског дана поезије, очувала се још увек у многим државама.
УНЕСКО је у иницијативи да се прогласи Светски дан поезије, препознао начин да се изрази јединство у креативности људског ума. Као један од главних циљева обележавања дана поезије је да се подржи језичка различитост кроз песнички израз. Обележавањем овог дана жели се охрабрити успостављање дијалога између поезије и других уметности (сликарство, музика, позориште, плес), као и повратак усменој традицији рецитала и промоција проучавања поезије.
У резолуцији која је усвојена 16. новембра 1999. године на 25. пленарном састанку УНЕСКО-а стоји: 21. март се проглашава за Светски дан поезије; позивају се државе чланице да узму активно учешће у обележавању овог дана, како на локалном тако и на националном нивоу, уз активно учешће националних комисија, невладиних организација и заинтересованих јавних и приватних институција (школе, општине, песничке заједнице, музеји, културна друштва, издавачке куће, локалне власти и тако даље); као и то да се позива генерални директор да охрабри и подржи све националне, регионалне и међународне иницијативе предузете у том погледу.

## Прослављање светског дана поезије у Србији
На овај дан се организују бројне манифестације, књижевне вечери, читања поезије, радионице и други културни догађаји како би се промовисала поезија, и како би подстакао јавни интерес за њу.
Културни центар Београде придружио се слављењу поезије 2001. године фестивалом ”Светски дан(и) поезије. Данас се овај дан обележава у више градова Србије, у току више дана, од 21. до 23. марта.
Културни центар Београда 2012. године обележиио је 21. март, дванаести пут, Светски дан поезије, низом програма који су се одвијали у галерији Артгет од поднева до 22 сата.
Обележавањем Дана поезије 2016. године акценат је био на односу друштвеног контекста и песничке продукције, поезије и других уметности, те је манифестација имала за циљ да покаже модерне видове представљања поезије у виду изложби, уличних уметничких интервенција, перформанса. Називом манифестације "Република Поезије" организатори су желели да покажу да је поезија поново у овом делу света постала "аутономна симболичка територија". Гости фестивала су били Џером Ротенберг (САД), Герхард Фалкнер (Немачка), Марија Грација Каландроне (Италија), визуелне уметнице и песникиње Урсула Кислинг и Маки Столберг (Аустрија), Владо Мартек и Милош Ђурђевић (Хрватска), Љиљана Дирјан (Македонија), Јака Железникар и Јанез Стреховец (Словенија), Шејла Шехабовић (БиХ).
2019. године програмом Проветравање песме Друштво књижевника и књижевних преводилаца Ниша пети пут је обележио овај дан.